# Правильный треугольник

Правильный треугольник.

Правильный треугольник (равносторонний, равноугольный) — треугольник, все стороны которого равны между собой, как следствие, все углы также равны и составляют 60°; дважды равнобедренный треугольник; правильный многоугольник с тремя сторонами, простейший из правильных многоугольников. Символ Шлефли — {\displaystyle \{3\}}.

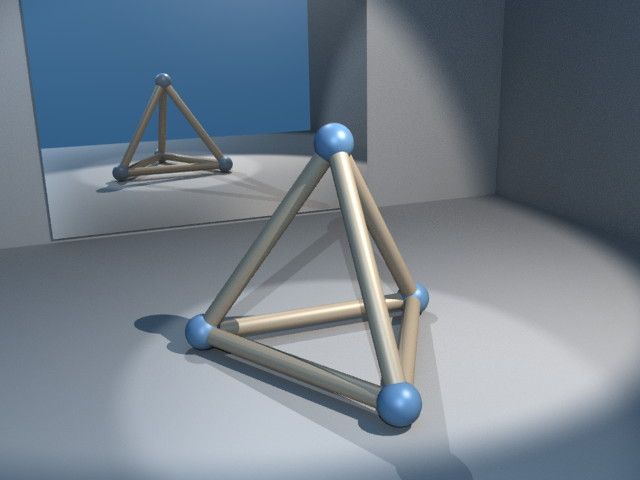
Правильный тетраэдр состоит из четырёх правильных треугольников.

В правильном треугольнике высоты также являются медианами и биссектрисами, их длина равна {\displaystyle ({\sqrt {3}}/2)a}, где {\displaystyle a} — длина стороны.
Для правильного треугольника со стороной {\displaystyle a}, радиусом вписанной окружности {\displaystyle r} и радиусом описанной окружности {\displaystyle R} имеют место соотношения:
{\displaystyle r={\frac {\sqrt {3}}{6}}a},
{\displaystyle R={\frac {\sqrt {3}}{3}}a},
{\displaystyle R=2r};
а площадь {\displaystyle S} и периметр {\displaystyle P} рассчитываются по формулам:
{\displaystyle S={\frac {\sqrt {3}}{4}}a^{2}={\frac {3{\sqrt {3}}}{4}}R^{2}=3{\sqrt {3}}r^{2}={\frac {\sqrt {3}}{36}}P^{2}},
{\displaystyle P=3a=3{\sqrt {3}}R=6{\sqrt {3}}r}.
Теорема Вивиани: сумма расстояний от произвольной точки внутри равностороннего треугольника до его сторон постоянна и равна высоте треугольника. В правильном треугольнике окружность девяти точек совпадает со вписанной окружностью.
Правильными треугольниками можно замостить плоскость.
Группа движений (самосовмещений) плоскости, переводящих правильный треугольник в себя, состоит из 6 элементов: трёх поворотов на углы 0, {\displaystyle 2\pi /3} и {\displaystyle 4\pi /3} вокруг центроида, а также трёх симметрий относительно трёх прямых, на которых лежат биссектрисы треугольника (последние являются также его высотами и медианами).
На описанной окружности произвольного треугольника {\displaystyle \triangle ABC} существуют ровно три точки такие, что их прямая Симсона касается окружности Эйлера треугольника {\displaystyle \triangle ABC}, причём эти точки образуют правильный треугольник. Стороны этого треугольника параллельны сторонам треугольника Морлея. Если на каждой стороне произвольного треугольника построить по равностороннему треугольнику, то треугольник с вершинами в центрах равносторонних треугольников — тоже равносторонний (теорема Наполеона).
Теорема Помпею: для произвольной точки {\displaystyle M} и равностороннего треугольника {\displaystyle \triangle ABC} справедливы неравенства:
{\displaystyle MA\leqslant MB+MC}, {\displaystyle MB\leqslant MA+MC}, {\displaystyle MC\leqslant MA+MB},
при этом если {\displaystyle M} расположена на описанной окружности, то неравенства обращатся в равенства.

## Правильный сферический треугольник
Правильный сферический треугольник — сферический треугольник с равными сторонами. Для любого значения в интервале от 60° до 180° существует правильный сферический треугольник с равными этому значению углами.